# Ahmad al-Alawi
 (octobre 2008).
Si vous disposez d'ouvrages ou d'articles de référence ou si vous connaissez des sites web de qualité traitant du thème abordé ici, merci de compléter l'article en donnant les références utiles à sa vérifiabilité et en les liant à la section « Notes et références ».
Ahmed Ibn Mustapha al-Alaoui (en arabe : سيدي أحمد بن مصطفى العلاوي) , né en 1869 à Mostaganem en Algérie et mort en 1934 dans la même ville est un maître soufi algérien (cheikh tarîqa). Il est le fondateur de l'une des plus importantes confréries soufies du XXe siècle, la tarîqa `Alawiyya, une branche de l'ordre Chadhiliyya.

## Biographie
Selon son acte de naissance, Ahmed Ibn Mustapha Al Alaoui est né le 13 octobre 1869 à Mostaganem et décédé le 14 juillet 1934 à Mostaganem, ville de l’ouest de l’Algérie.
Issu d’une famille noble dont l’un des ancêtres était un cadi originaire d’Alger, il fut principalement éduqué par son père. Le jeune Ahmad maîtrisait assez mal l’écriture et n’eut le temps d’apprendre par cœur que quelques sourates du Coran. Ce type de transmission familiale, surtout basé sur l’acquisition des « nobles caractères » (makârim al-akhlâq), ne doit pourtant pas être sous-estimé, car c’est bien cette éducation de base fondamentale qui lui permettra ultérieurement d’accéder au savoir aussi bien exotérique qu'ésotérique[réf. nécessaire].
La situation financière de sa famille étant préoccupante, il commença à travailler assez jeune dans l’artisanat de la chaussure. Son père mourut alors qu’il n’avait que 16 ans.
C’est de cette époque que datent à la fois son rattachement au soufisme, dans une branche de la Chadhiliyya, les Aïssawas, et ses débuts dans l’apprentissage de la science religieuse : Ahmad al-Alawî utilisait tout le temps que son activité professionnelle et ses responsabilités familiales lui laissaient pour s’adonner à la lecture, passant souvent des nuits entières plongé dans les livres.

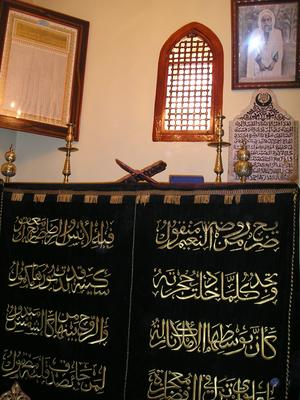
Le tombeau de Ahmad Ibn Mustafā al-`Alawī à Mostaganem en Algérie

Après la mort du maître aissawî, il s’éloigna petit à petit du groupe auquel il était affilié, lui reprochant son activité plus orientée sur les phénomènes surnaturels que sur la recherche de la véritable spiritualité.
C’est alors qu’il rencontre un maître de la tarîqa Derkaouiyya, une autre branche de la Chadhiliyya, Muhammad Ibn al-Habîb al-Buzîdî, dont l’enseignement le séduit immédiatement. Ahmad al-‘Alawî délaisse alors, momentanément comme le lui recommande son maître, les cours de sciences exotériques auxquels il aime assister et s’engage dans la pratique de l’invocation, qui l’amène à en recueillir assez vite les fruits, à savoir l’accès à la connaissance spirituelle telle que l’envisage le soufisme, c’est-à-dire un mode de connaissance qui dépasse la raison et la conscience individuelle.
Devenu rapidement l’un des plus proches disciples du cheikh Bûzîdî qu’il sert pendant seize années, il hérite, à la mort de celui-ci en 1909, de sa fonction de maître spirituel, sans rencontrer quasiment aucune opposition, ce qui est plutôt rare dans les confréries soufies.
Cinq ans plus tard, en 1914, il fonde un nouvel ordre, indépendant des Darqâwâ, la tarîqa 'Alawiyya, ce dernier mot, basé sur son nom de famille, étant une allusion à la fois à la « hauteur » de cette nouvelle voie (sens de la racine arabe concernée) et au patronage d’ʿAlī, gendre et cousin du prophète Mahomet mais également pôle des soufis pour tous les Shâdhilîs. Cette prise d’indépendance est en fait une façon de réformer la méthode spirituelle héritée du soufisme shâdhilî et darqâwî, afin de l’adapter au nouvel environnement, à la fois hostile et plein d’opportunités nouvelles, qui est celui de l'Algérie française du début du XXe siècle.
Très nombreuses sont les autorités musulmanes qui témoignent alors par écrit de l’orthodoxie et de la haute spiritualité du cheikh : la lettre de l’ancien cadi et mufti de La Mecque et de Médine, Muhammad Ibn al-Makkî, publiée dans Cheikh al-‘Alawî : documents et témoignages (cf. Bibliographie) est à cet égard un témoignage particulièrement marquant mais qui n’est pas isolé puisqu’il existe tout un recueil de lettres et d’attestations publié à ce sujet : al-shahâ'id wa l-fatâwâ.

## Son œuvre
Les caractéristiques générales de sa méthode spirituelle, de sa voie (tarîqa), sont celles du soufisme classique, qui insiste sur le respect des obligations générales de l’islam, un degré variable de renoncement, l’excellence du caractère, le bon comportement à l’égard de tous, la fréquentation et la visite du maître spirituel et des frères, la récitation régulière des litanies et la participation aux réunions périodiques, et enfin la concentration dans le cadre de l’invocation de formules coraniques ou de noms divins.
Tout orienté sur l’intériorité, qui est le message que martèle inlassablement al-Arabî al-Darqâwî, soufi marocain de la fin du XVIIIe siècle qui est l’un des principaux maîtres de la chaîne spirituelle (silsila) qui relie de façon ininterrompue Ahmad al-‘Alawî au Prophète, cet enseignement conduit à un recentrage sur lui-même de l’aspirant et un retour à Dieu (tawba), qui modère tout activisme extérieur.
La conscience de son propre néant (faqr), le polissage du caractère, dans un sens qui n’est a priori pas d’ordre moral, et l’amour des condisciples sont trois thèmes particulièrement saillants de la voie chadhili.
Enfin, l’une des spécificités de sa méthode consiste à faire pratiquer à ses disciples une retraite complète pendant laquelle ils ne doivent s’adonner qu’à l’invocation du nom « singulier » de Dieu (ism al-mufrad) dans une solitude totale. Cette méthode n’était pas en soi fondamentalement nouvelle - c’est même une constante de la Chadhiliyya -, mais il est vrai que la façon assez systématique de la mettre en œuvre, bien significative d’un certain côté « contemporain » d’Ahmad al-‘Alawî, a fortement marqué les esprits de son temps.
Qu’il s’agisse des milieux qui l'ont reçu, comme à Fès où les plus hautes autorités religieuses l’ont accueilli, ou des gens qui lui ont rendu visite, parmi lesquels de nombreux soufis et savants déjà « initiés », il semble bien que ce soit cette méthode radicale et son efficacité qui lui ait valu une telle notoriété dans les milieux soufis maghrébins.
Il est impossible de résumer en quelques mots ce qu’est le soufisme.
Dans l’un de ses ouvrages, où il prend la défense du soufisme et répond à l’un de ses adversaires, Ahmad al-‘Alawî explique ainsi la nécessité du maître, tout en présentant l’objectif de la voie soufie : 

« L’enseignant lui-même te dirait que ce maître spirituel dont on parle dans le soufisme est celui qui guide vers la connaissance élective de Dieu ; celui dont la fréquentation profite au disciple, qui l’éduque par ses qualités et illumine son intérieur par ses propres lumières ; celui, enfin, qui amène le disciple à Dieu par un simple regard. Ce maître-là sort le disciple des ténèbres de l’associationnisme pour l’amener à la lumière de la foi ; de là, il le conduit vers le secret de la certitude, puis à la contemplation directe ; et de là, il l’amène alors au stade où toute réalité limitative a disparu. À ce moment, Dieu est son ouïe, sa vue, sa main et son pied, conformément aux termes du Sahîh de Boukhârî. C’est une proximité extrême, une station dans laquelle le serviteur disparaît de la proximité dans l’immense proximité : les soufis appellent cela « l’enveloppement », « l’extinction », « l’anéantissement » ou « la disparition », entre autres termes de leur lexique. C’est cela le fruit du soufisme, un fruit dont tu ne sais rien. Lorsqu’on l’a interrogé à ce sujet, l’imam Junayd a ainsi défini le soufisme : « Le soufisme, c’est que Dieu te fasse mourir à toi-même et vivre par Lui. » »

Le docteur Marcel Carret, le médecin français qui le suivit dans les dernières années de sa vie jusqu’à sa mort, était agnostique. Il a laissé un témoignage très intéressant de ses relations avec Ahmad al-‘Alawî, qui constitue une source sûre et parfaitement neutre, pour connaître d’une part l’attitude du cheikh et son discours vis-à-vis des non-musulmans et, d’autre part, le fonctionnement quotidien de la zaouïa de Mostaganem (ce témoignage a été repris par Martin Lings dans sa biographie du cheikh, cf. bibliographie infra).
Or, concernant cette question de la nature du soufisme, le docteur Carret rapporte la conversation qu’il a eue à ce sujet avec Ahmad al-‘Alawî. Le docteur lui ayant exposé sa vision des croyances, estimant que « toutes se valent », le cheikh répond ceci : « Non, toutes ne se valent pas. »
― Je me tus, attendant une explication, continue le docteur. Elle vint : « Toutes se valent, reprit-il, si l’on ne considère que l’apaisement. Mais il y a des degrés. Certains s’apaisent avec peu de chose, d’autres sont satisfaits avec la religion, quelques-uns réclament davantage. Il leur faut non seulement l’apaisement, mais la grande paix, celle qui donne la plénitude de l’esprit. » ― Alors, les religions ? « Pour ceux-là, les religions ne sont qu’un point de départ. » ― Il y a donc quelque chose au-dessus des religions ? « Au-dessus de la religion, il y a la doctrine. » ― J’avais déjà entendu ce mot : la doctrine. Mais lorsque je lui avais demandé ce qu’il entendait par là, il avait refusé de répondre. Timidement, je hasardais de nouveau : quelle doctrine ? « Les moyens d’arriver jusqu’à Dieu », fut sa réponse.
Ahmad al-‘Alawî manifestait de l’intérêt pour tous types de sciences et toutes sortes de cultures a priori étrangères à sa propre perspective : à cet égard, l’article d’Augustin Berque (père du grand islamologue Jacques Berque) cité en bibliographie, qui avait bien connu le cheikh et suivi sa production littéraire, est particulièrement probant même s’il contient de nombreuses inexactitudes.

S’il était un défenseur intransigeant de la tradition musulmane face à un colonialisme de plus en plus envahissant et assimilationniste, il était également capable d’une ouverture d’esprit peu banale avec ses interlocuteurs étrangers, non seulement chrétiens mais même agnostiques : le témoignage qu’a laissé le docteur Marcel Carret est à ce sujet éloquent, de même que le sont plusieurs passages de ses propres écrits. Le docteur Carret rapporte ceci : 

« Il déclarait que Dieu avait inspiré trois grands prophètes (selon Martin Lings, ce chiffre n’est pas limitatif) : le premier avait été Moïse, le deuxième Jésus et le troisième Mohammed. Il en concluait logiquement que la religion musulmane était la meilleure puisqu’elle était basée sur le dernier message de Dieu, mais que la religion juive et la religion chrétienne n’en étaient pas moins des religions révélées. Sa conception de la religion musulmane était également très large. Il n’en retenait que l’essentiel. [...] Ce que j’appréciais particulièrement en lui était l’absence complète de tout prosélytisme. Il émettait ses idées lorsque je le questionnais, mais paraissait fort peu se soucier que j’en fisse mon profit ou non. Non seulement il ne tenta jamais le moindre essai de conversion, mais pendant fort longtemps il parut totalement indifférent à ce que je pouvais penser en matière de religion. »

C’est certainement cette qualité (que curieusement certains milieux issus de sa confrérie refusent aujourd’hui de voir), en plus d’un « magnétisme » difficile à définir, mais dont ont témoigné de nombreux Occidentaux, qui a fait de sa voie spirituelle la première installée en Occident et largement présente encore aujourd’hui. Parmi les noms les plus connus de « rattachés » de la première heure, on peut citer ceux de Frithjof Schuon (qui s’éloignera cependant peu après la mort du cheikh de la méthode spirituelle proprement alawî), Eugène Taillard, le libraire Tapié à Oran ou encore le peintre Henri Gustave Jossot.
Autre preuve d’ouverture : René Guénon était en contact avec le cheikh al-‘Alawî, auquel il adressa certains de ses correspondants intéressés par le soufisme. Or la perspective guénonienne sortait évidemment du cadre de pensée habituel du soufisme confrérique, et cela, Ahmad al-‘Alawî, par le biais de ses disciples français dont certains comme Eugène Taillard étaient des lecteurs assidus de Guénon, ne pouvait l’ignorer.
À partir des années 1920, sa notoriété va croissante et les diverses activités de la confrérie se développent. Cette diversité est d’ailleurs parfois difficile à comprendre, si l’on ne prend pas en compte le caractère fondamentalement pragmatique du soufisme shâdhilî, dont l’un des principes est que la contemplation la plus haute, pour un maître véritablement enraciné dans la connaissance spirituelle et qui est spécialement appelé à jouer un rôle extérieur qu’il n’a pas cherché, n’est en rien incompatible avec l’action la plus concrète à tous les niveaux, ce que résume ainsi Ahmad al-Alawî dans l’une de ses maximes : « Celui qui se désintéresse du voile perd la présence (divine) », le voile étant la Création, en tant que manifestation des Noms et Attributs divins.
Ahmad al-‘Alawî a installé des zaouïas dans toute l’Algérie ainsi qu’au Maroc, en Tunisie, en Libye, en Palestine, en Syrie, au Yémen, en France (dès les années 1920), en Angleterre et dans bien d’autres pays occidentaux, écrit de nombreux livres traitant aussi bien de soufisme, à différents niveaux, que de droit musulman, de poésie, de philosophie, de sciences et d’astronomie. Il a correspondu avec toutes sortes de savants, d’intellectuels ou même d’hommes politiques (par exemple l’Emir Abdelkrim al-Khattâbî, qui était l’un de ses disciples), promu toutes sortes d’actions de défense des intérêts des musulmans dans son pays ou ailleurs (il est notamment l’un des inspirateurs du projet de l’hôpital franco-musulman et de la mosquée de Paris, qu’il inaugurera d’ailleurs lui-même en 1926). Il défend le soufisme non seulement contre les modernistes mais également contre les milieux religieux issus du mouvement réformiste, ou à l’autre extrémité du spectre, contre les tendances « maraboutiques » de certains secteurs du soufisme populaire. Il lutte également pour préserver l’islam, ses pratiques et ses mœurs face au colonialisme.
Pour tout cet aspect polémique et critique de son œuvre, c’est souvent le vecteur du journalisme qu’il utilise, puisqu’il est le fondateur, l’inspirateur et parfois même directement l’un des rédacteurs de deux revues distribuées dans plusieurs pays : al-Balagh al-jazâ'irî et Lisan al-Din.
Il ne faut pas non plus oublier l’action caritative et sociale qui va généralement de pair avec la vie des confréries numériquement importantes.

## Sa production littéraire
Si ses ouvrages les plus marquants sont ceux qui mettent en évidence à la fois sa connaissance de la théorie du soufisme et de tous ses auteurs phare (notamment son commentaire des aphorismes d'Abû Madyan), et la profondeur de ses commentaires ésotériques (tel son commentaire spirituel des significations cachées d’un ouvrage classique de fiqh : le Murshid al-Mu’în d’Ibn ‘Âshîr), Ahmad al-‘Alawî a également abondamment écrit sur des sujets relevant du dogme ou du culte musulman, à des fins d’instruction des disciples (notamment dans sa Risâla l-‘alawiyya et dans son Mabâdî al-ta’yîd).
Il a réalisé un commentaire partiel de la sourate La Vache, selon quatre points de vue superposés. Deux ouvrages relativement détaillés lui ont permis de défendre le soufisme contre les réformistes, et notamment le Qawl l-ma’rûf (Lettre ouverte à ceux qui critiquent le soufisme ). Son Miftâh al-shuhûd est une sorte de traité de cosmologie et d’astronomie mêlant connaissances modernes et point de vue traditionnel.
Enfin, son Dîwân, ensemble de poésies spirituelles auquel les disciples ont recours pour les séances de samâ’, représente, avec ses Munâjâ ("apartés") et ses aphorismes ("Sa Sagesse"), l’aspect le plus intime de sa production littéraire.
Par ailleurs, il est l'auteur de nombreux articles parus dans ses revues, et de plusieurs petits traités touchant aux sujets les plus divers. Certains de ses écrits n'ont jamais été édités (notamment ses Réponses à l'Occident).

## L'extension et l'évolution de la confrérie
C’est le 14 juillet 1934 qu’Ahmad al-‘Alawî s’éteint. La succession est relativement difficile, d’abord en raison de l’extension qu’a prise la confrérie qui compte alors, aux dires d’un disciple occidental, Probst-Biraben, près de 200 000 disciples. Il va sans dire que dans ces circonstances les modes d’affiliation sont nécessairement très variables, et c’est d’ailleurs une autre explication possible des schismes survenus juste après sa mort, d’autant qu’il a autorisé plusieurs moqaddems à transmettre sa voie, dont certains sont par ailleurs des savants ou des notables disposant d’une autorité religieuse reconnue. Certains sont issus du réformisme et n'ont connu le cheikh que tardivement, à l'époque où il est devenu extérieurement un notable religieux incontournable.
À Mostaganem, le conseil des disciples les plus importants désigne Adda Bentounes comme nouveau maître. Mais sa jeunesse ― il n’a alors que 36 ans ― représente son principal handicap pour être accepté comme successeur, dans une société traditionnelle où l’ancienneté est souvent considérée comme un gage de réalisation spirituelle. Ce dernier a pourtant été éduqué et pris en charge pratiquement dès le berceau par Ahmad al-‘Alawî, comme il le dit lui-même dans plusieurs poèmes, jusqu’à devenir rapidement l’homme de confiance du cheikh, qui « l’affectionne tout particulièrement », selon le témoignage du docteur Marcel Carret. Dès sa jeunesse, il en fait son chauffeur, son secrétaire (ce que la correspondance du cheikh montre abondamment) et l’un de ses meilleurs musammi’ (spécialiste du chant spirituel). Puis il le marie à sa nièce (que le cheikh élevait comme sa fille, n’ayant lui-même jamais eu d’enfant) et le nomme peu de temps avant sa mort moqaddem de la zaouïa de Mostaganem comme en témoigne le Docteur Carret (qui voyait assez régulièrement le cheikh al-'Alawî sur la fin de sa vie, compte tenu de son état de santé) : Entre-temps, Sidi Mohammed, son neveu, qui faisait fonction de moqaddem, était mort, et avait été remplacé par un autre de ses neveux (par alliance) qu'il affectionnait particulièrement, Sidi Adda Ibn Tounès. Ce fut Sidi Adda qui l'accompagna à La Mecque et c'est lui qui dirige actuellement la zaouïa. Cf. M. Lings, Un saint soufi du XXe siècle, Seuil, 1990, p. 33. Enfin, il l’institue, comme le dit son testament, « au rang de fils du fondateur » et, ce qui achèvera de braquer les héritiers théoriques du cheikh, lui confie par testament après sa mort, la gestion de tous les biens fonciers acquis au fil des ans pour le fonctionnement de la zaouïa et des institutions caritatives et éducatives qui lui sont rattachées, biens qui sont transformés en habous, fondation pieuse.
D’autres moqaddems, notamment Muhammad al-Madanî en Tunisie et Muhammad Ibn al-Hâshimî (originaire de Tlemcen) en Syrie joueront un rôle majeur dans la diffusion de la Shâdhiliyyâ dans ces deux pays. On peut noter d'ailleurs, s'agissant de ces deux dernières personnalités, que si leur voie est devenue de facto indépendante de la zaouïa de Mostaganem après la mort d'Ahmad al-'Alawî, ces deux maîtres ne remettaient pas en cause la désignation comme successeur du cheikh Adda Bentounès, contrairement à d'autres. C'est ce qu'affirme la thèse de Salah Khelifa (voir la bibliographie ci-dessous) pour le cheikh Madanî. Muhammad Ibn al-Hâshimî écrivait quant à lui le 15 juillet 1936 en postface de la seconde édition de l'ouvrage le plus connu d'Ahmad al-'Alawî, Al-minah al-qudusiyya, que cette réédition avait été faite « avec l'autorisation du successeur de l'auteur, son héritier dans les secrets et les connaissances, notre maître, le pôle seigneurial [...] Sidi Hajj Adda Bentounès ».
À partir de 1934, la ‘Alawiyya se ramifie et s’étend, changeant parfois même de nom dans certains pays, et ses adeptes sont encore aujourd’hui relativement nombreux. La diversité des groupes et personnes qui ont été influencés d’une façon ou d’une autre par l’homme et son œuvre est la conséquence des multiples facettes de ce personnage et des différents types d’affiliation, plus ou moins intimes, qu’il a suscités.